# Chicago Men's Challenger 2022
Il Chicago Men's Challenger 2022 è stato un torneo maschile tennis professionistico. È stata la 1ª edizione del torneo, facente parte della categoria Challenger 80 nell'ambito dell'ATP Challenger Tour 2022, con un montepremi di 53 120 $. Si è svolto dall'8 al 14 agosto 2022 sui campi in cemento dell'XS Tennis Village di Chicago, negli Stati Uniti.

## Partecipanti

### Teste di serie
| Nazionalità | Giocatore             | Ranking* | Testa di serie |
| ----------- | --------------------- | -------- | -------------- |
| Svizzera    | Henri Laaksonen       | 103      | 1              |
| Australia   | Christopher O'Connell | 109      | 2              |
| Stati Uniti | Stefan Kozlov         | 111      | 3              |
| Australia   | Jordan Thompson       | 114      | 4              |
| Moldavia    | Radu Albot            | 118      | 5              |
| Ecuador     | Emilio Gómez          | 121      | 6              |
|             | Roman Safiullin       | 124      | 7              |
| Spagna      | Fernando Verdasco     | 125      | 8              |

* Ranking al 1º agosto 2022.

### Altri partecipanti
I seguenti giocatori hanno ricevuto una wild card per il tabellone principale:
- Aleksandar Kovacevic
- Govind Nanda
- Ben Shelton

Il seguente giocatore è entrato in tabellone con il ranking protetto:
- Bradley Klahn

I seguenti giocatori sono entrati in tabellone come alternate:
- Michail Kukuškin
- Genaro Alberto Olivieri

I seguenti giocatori sono passati dalle qualificazioni:
- Enzo Couacaud
- Brandon Holt
- Keegan Smith
- Ryan Harrison
- Aidan McHugh
- Billy Harris

I seguenti giocatori sono entrati in tabellone come lucky loser:
- Zachary Svajda
- Li Tu
- Evan Zhu

## Campioni

### Singolare
Roman Safiullin ha sconfitto in finale  Ben Shelton con il punteggio di 6–3, 4–6, 7–5.

### Doppio
André Göransson /  Ben McLachlan hanno sconfitto in finale  Evan King /  Mitchell Krueger con il punteggio di 6–4, 6(3)–7, [10–5].